# Sozialistische Partei Serbiens
Die Socijalistička partija Srbije (abgekürzt SPS, serbisch-kyrillisch Социјалистичка партија Србије; deutsch Sozialistische Partei Serbiens) ist eine sozialistische Partei in Serbien, die auch nationalistisch ausgerichtet ist. Sie wurde 1990 von Slobodan Milošević als Nachfolgepartei des Bundes der Kommunisten Serbiens gegründet und war von 1990 bis 2000 die bestimmende politische Kraft Serbiens.
Nach dem Tod Miloševićs im Jahr 2006 wurde Ivica Dačić der neue Parteivorsitzende und bildete 2008 eine proeuropäische Koalitionsregierung mit der Demokratischen Partei von Boris Tadić.

## Geschichte

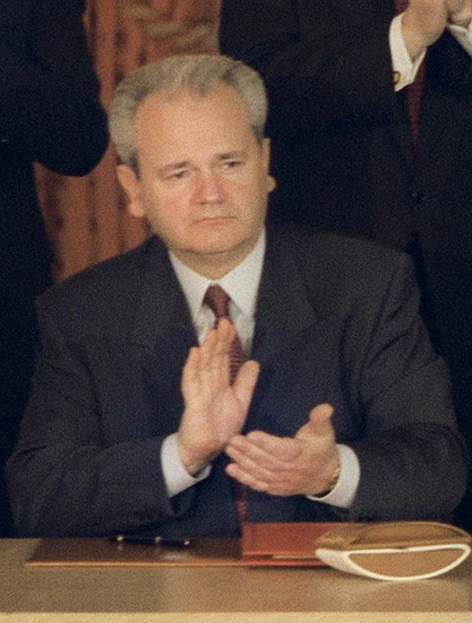
Slobodan Milošević, Parteichef der SPS 1990–2006

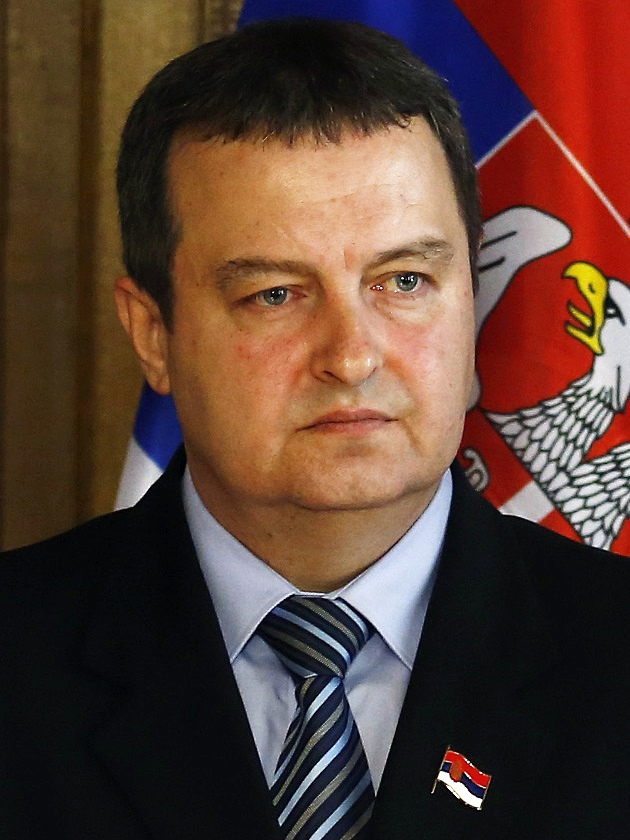
Ivica Dačić, Parteichef der SPS seit 2006

Die Partei wurde am 27. Juli 1990 von Slobodan Milošević gegründet. Im Jahr 1992 koalierte sie unter anderem mit der nationalistischen Serbischen Radikalen Partei und später auch mit der JUL (Jugoslawische Linke) von Miloševićs Ehefrau Mirjana Marković.
Im Jahr 1998 bildete sie gemeinsam mit der Serbischen Radikalen Partei eine „Regierung der nationalen Einheit“.
Nach der Wahlniederlage Miloševićs im Jahr 2000 ging die Partei in die Opposition.
Seit 2006 ist Ivica Dačić Parteivorsitzender.
Bei den Parlamentswahlen in Serbien 2007 erhielt die SPS mit 5,6 Prozent der Wählerstimmen 16 von 250 Sitzen. Bei den Parlamentswahlen 2008 erhielt die von der SPS angeführte Wahlallianz 7,8 Prozent der Stimmen und 20 Sitze. Nach der Wahl einigte sie sich, im Widerspruch zur bisher von ihr verfolgten Politik, mit den europäisch orientierten Kräften um Staatspräsident Boris Tadić auf eine Regierungsbildung. Die zukünftigen Koalitionspartner wählten im Gegenzug am 25. Juni 2008 die SPS-Politikerin Slavica Đukić-Dejanović zur Parlamentspräsidentin. Mit der Regierungsbildung am 7. Juli 2008 wurde der SPS-Vorsitzende Ivica Dačić zum Innenminister und stellvertretenden Ministerpräsidenten gewählt.
Im Oktober 2008, nachdem alle Personalentscheidungen der neuen Regierung getroffen waren, schloss die Partei mit den Demokraten um Tadić ein so genanntes „Versöhnungsabkommen“, das als gemeinsame Ziele der Koalitionsparteien den EU-Beitritt und die Erhaltung der territorialen Integrität Serbiens formuliert. Das Abkommen wird insofern als historisch angesehen, weil sich in der Zeit des Milošević-Regimes beide Seiten – die Sozialisten an der Macht und die Demokraten in der Opposition – erbittert bekämpft hatten.
2010 deklarierte sich die SPS in ihrem neuen Programm zu einer demokratischen linken Partei, die sich gegen Populismus, Rassismus und Privatisierung stellt, und tritt ein für einen „Sozialismus des 21. Jahrhunderts“, ebenfalls beinhaltend Elemente des Liberalismus und Sozialer Gerechtigkeit.
Seit 2012 befindet sich die SPS als Juniorpartner in einer Koalition mit der rechtsgerichteten Serbischen Fortschrittspartei des Ministerpräsidenten Vucic.